# 4819 Ґіффорд
4819 Ґіффорд (4819 Gifford) — астероїд головного поясу, відкритий 24 травня 1985 року.
Тіссеранів параметр щодо Юпітера — 3,656.